# Пунский кечуа
Пунский кечуа (Puno Quechua, Quechua Collao, Quechua Qollaw) — один из диалектов южнокечуанских языков, на котором говорят в горной местности региона Мокегуа и на северо-востоке региона Пуно в Перу. У пунской разновидности существует каильоманский и северо-боливийский диалекты.